# Коляда Роман Вікторович
Роман Вікторович Коляда́ (6 квітня 1976, Київ) — український журналіст, теле та радіоведучий, піаніст-імпровізатор.

## Біографія
Коляда Роман Вікторович народився 6 квітня 1976 року в освітянській родині в с.Коржі Баришівського району на Київщині.
Роман Коляда є двоюрідним правнуком українського письменника Петра Колесника. 
З 1997 року і посьогодні працює на радіо. З 2024 року працює ведучим Першого каналу Суспільного мовлення.

## Освіта
- Навчався у Коржівській школі, згодом у Баришівській.
- 1992—1997 — Національна музична академія ім. П. І. Чайковського, Історико-теоретичний факультет.

## Творчість
- Автор музики до вистави «Венера та інші» (2007 — Київський театр поезії «Мушля» під проводом Сергія Архипчука).
- Автор ідеї, музики та виконавець партії фортепіано, клавішних та відеопроєктора (авторська система керування зміною слайдів) в аудіовізуальному перформенсі «Право на миттєвість» (покази відбувались у Києві та Харкові).
- Співавтор та учасник артперформенсів у Фонді сприяння розвитку мистецтв:

- музика + пластика, з Алесею Алісієвич (Білорусь);
- музика + поезія, з Євгеном Нищуком, Олесею Мамчич, Олегом Короташем, Юлією Бережко-Камінською, Віталієм Іващенком та іншими;
- музика + живопис з Леонідом Гопанчуком;
- музичний портрет (імпровізації на теми відчуттів від людини, що сидить навпроти).

- Сольні концерти (2001—2011): у Будинку вчених, Будинку актора, Фонді сприяння розвитку мистецтв (Київ), у музеї Соломії Крушельницької (Львів), у Музеї західного та східного мистецтв (Одеса), у Планетарії імені Ю.Гагаріна (Харків), у Музеї міста Грудзьондз (Польща).
- Учасник етно-рок фундації ТаРута з 2014 року, співпраця з якої починалася у 2013-му як проєкт ТаРута feat. Роман Коляда
- Роман Коляда є учасником та співзасновником проєкту «КоКо Меланж».
- Дискографія:

- «Трійця» («Trinity») (2001)
- «Погляд в небо» («Look into the sky») (2008)
- «Танець любові та розлуки» («Love and separation dance») (2009)
- «Янголи повертаються» («Angels return») (2011)
- «Ethnolab» (2013) у складі проєкту ТаРута feat. Роман Коляда
- «Небесна сотня» (2014) у складі проєкту ТаРута feat. Роман Коляда
- «Expectancy» («Очікування») (2017)
- «KoKo Melange» (2019)

Автор музично-візуального проєкту «Музичний Портрет Міста» (спільно з екоблогеркою Маріанною Бойко) (2019—2020)
Книжкові видання
- Автор семи поетичних збірок:

- «Святі вітряки» (2000),
- «Чимчикуючи містом»: вірші / Р. В. Коляда. — Вінниця: Континент-ПРИМ, 2006. — 32 сторінки: ілюстрована. — ISBN 966-516-240-3.
- «Пісні для читання». К.: Зелений пес. 2014.
- «Лю-мінор» К.: Зелений пес. 2016.
- «#колядиво» К.: Зелений пес. 2017.
- «Роман зі світлом» К.: Зелений пес. 2020.
- «Сьоме небо війни» К.: Зелений пес. 2023

## Журналістська діяльність
- Заступник головного редактора, автор і ведучий програм «Музика Вічності», «Не останній день» та інших на «Радіо-Ера» FM до липня 2009 року.
- Заступник головного редактора газети «Известия в Украине» від червня до грудня 2010 року.
- Автор і ведучий програми «Український вимір» на першому каналі Українського радіо.
- Директор радіо «Промінь» (з 2011 до 2017).
- Виконавчий продюсер «Воскресіння. Живе радіо», ведучий до 2021 року.
- Ведучий програми «Сьогодні вдень» на Українському радіо (НСТУ) та програми «Відкрита Церква» на 5-му каналі
- креативний продюсер Українського радіо. Автор та ведучий програм «Амбасадори», «Сто тисяч», «Сьогодні вдень».

## Церковна служба
Роман Коляда рукоположений в сан диякона Патріархом Філаретом у 2010 році.

## Відзнаки
- Дипломант Міжнародного музичного фестивалю «Орфей» (2005 — м. Білгород-Дністровський);
- Кавалер ордена Нестора Літописця 3 ступеня;
- Кавалер ордена Св. Рівноапостольного князя Володимира;
- Лауреат премії ім. Івана Франка 2012 року (у складі творчої групи програми «20 миттєвостей незалежності», НРКУ, Українське радіо)
- Номінований на здобуття Національної премії України імені Тараса Шевченка 2014 року (у складі творчої групи програми «Історія Християнської Церкви», НРКУ, Українське радіо).